# Marco del Buono

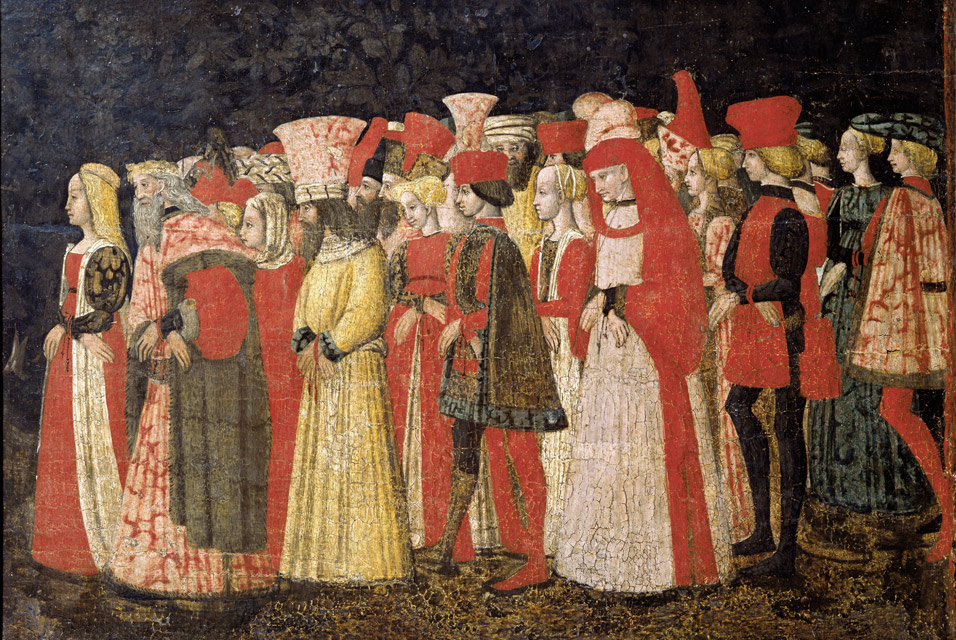
Scena della processione dell'amore di Marco del Buono e Apollonio di Giovanni di Tommaso, Accademia Carrara di Belle Arti di Bergamo, 1440s

Marco del Buono noto anche come Marco del Buono Giamberti (Firenze, 1402 – Firenze, 1489) è stato un pittore ed ebanista italiano.

## Biografia
Marco del Buono è stato documentato a Firenze come membro dell'Arte dei Medici e Speziali nel 1426. Dalle opere datate che conosciamo, nel 1446 era in collaborazione con Apollonio di Giovanni di Tommaso nella produzione di un cassone (cassapanca matrimoniale), il Cassone con una scena di torneo attribuito alla bottega di Apollonio. Un cassone dipinto con La Conquista di Trebisonda, per Palazzo Strozzi, con le insegne degli Strozzi, uno dei pochi cassoni rimasti integri, è conservato al Metropolitan Museum of Art.